# پرلواد
پرلواد (فرانسوی: Peyrelevade‎؛ ‏تلفظ فرانسوی: [pɛʁləvad]) یک کمون
در دپارتمان کورز فرانسه است.